# 경기도박물관
경기도박물관(京畿道博物館)은 대한민국 경기도 용인시에 위치한 도립 박물관이다. 1996년 6월 21일에 개관하였다.

## 같이 보기
- 대한민국의 박물관과 미술관 목록